# Cúp Liên đoàn các châu lục 2005
Cúp Liên đoàn các châu lục 2005 là Cúp Liên đoàn các châu lục lần thứ bảy. Giải đấu được tổ chức ở Đức từ ngày 15 tháng 6 và 29 tháng 6 năm 2005, để chuẩn bị cho Giải vô địch bóng đá thế giới 2006. Brasil, nhà vô địch Giải vô địch bóng đá thế giới 2002, đã đánh bại Argentina 4–1 trong trận chung kết tại Waldstadion ở Frankfurt để lên ngôi vô địch lần thứ hai. Trận chung kết đã chứng kiến màn tái đấu giữa hai đội của trận chung kết Cúp bóng đá Nam Mỹ 2004, trận đấu mà Brasil cũng giành chiến thắng.

## Các đội tuyển tham dự
| Đội tuyển | Liên đoàn | Tư cách lọt vào                            | Ngày lọt vào         | Số lần tham dự |
| --------- | --------- | ------------------------------------------ | -------------------- | -------------- |
| Đức       | UEFA      | Chủ nhà                                    | 7 tháng 7 năm 2000   | 2 lần          |
| Brasil    | CONMEBOL  | Vô địch Giải vô địch bóng đá thế giới 2002 | 30 tháng 6 năm 2002  | 5 lần          |
| México    | CONCACAF  | Vô địch Cúp Vàng CONCACAF 2003             | 27 tháng 7 năm 2003  | 5 lần          |
| Tunisia   | CAF       | Vô địch Cúp bóng đá châu Phi 2004          | 14 tháng 2 năm 2004  | 1 lần          |
| Hy Lạp    | UEFA      | Vô địch Giải vô địch bóng đá châu Âu 2004  | 4 tháng 7 năm 2004   | 1 lần          |
| Argentina | CONMEBOL  | Á quân Cúp bóng đá Nam Mỹ 20041            | 20 tháng 7 năm 2004  | 3 lần          |
| Nhật Bản  | AFC       | Vô địch Cúp bóng đá châu Á 2004            | 7 tháng 8 năm 2004   | 4 lần          |
| Úc        | OFC       | Vô địch Cúp bóng đá châu Đại Dương 2004    | 12 tháng 10 năm 2004 | 3 lần          |

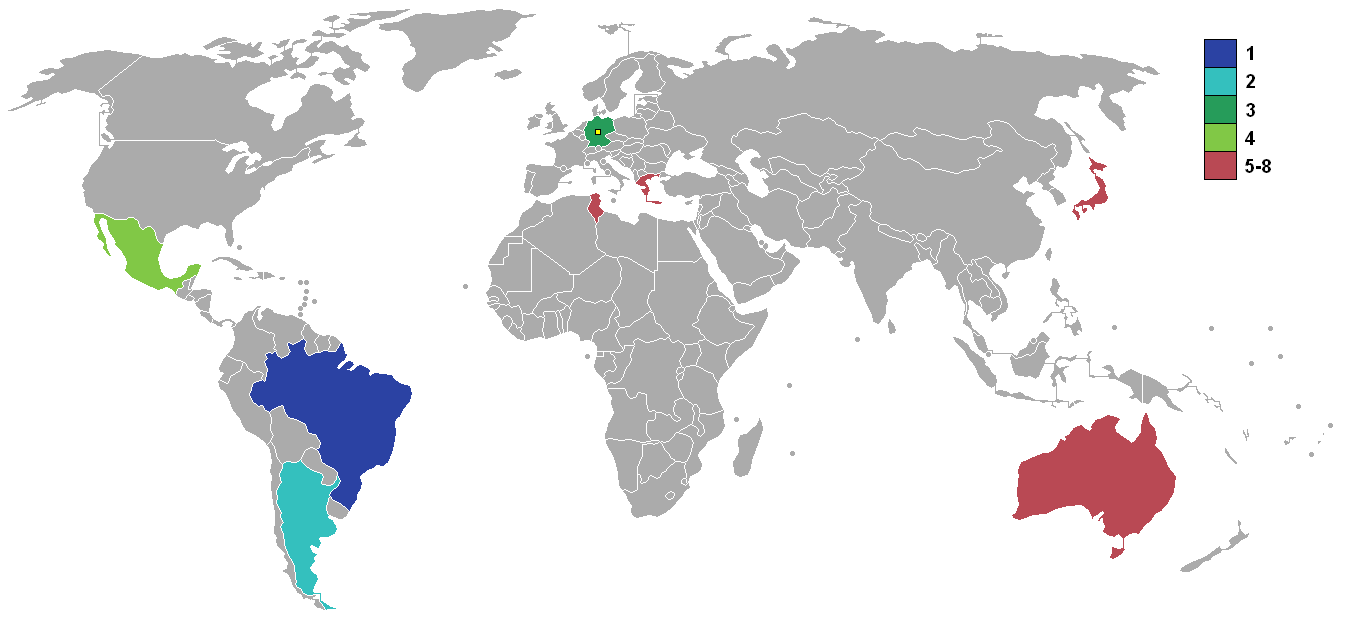
Các đội tuyển tham dự Cúp Liên đoàn các châu lục 2005

1Argentina đã được trao một suất tại giải do Brasil đã giành được Cúp Thế giới năm 2002 và Cúp bóng đá Nam Mỹ năm 2004.

## Địa điểm
| FrankfurtKölnHannoverLeipzigNürnberg                            | FrankfurtKölnHannoverLeipzigNürnberg | Frankfurt                                                                       |
| --------------------------------------------------------------- | ------------------------------------ | ------------------------------------------------------------------------------- |
| FrankfurtKölnHannoverLeipzigNürnberg                            | FrankfurtKölnHannoverLeipzigNürnberg | Commerzbank-Arena (Waldstadion)                                                 |
| FrankfurtKölnHannoverLeipzigNürnberg                            | FrankfurtKölnHannoverLeipzigNürnberg | Sức chứa: 48.132                                                                |
| FrankfurtKölnHannoverLeipzigNürnberg                            | FrankfurtKölnHannoverLeipzigNürnberg |                                                                                 |
| FrankfurtKölnHannoverLeipzigNürnberg                            | FrankfurtKölnHannoverLeipzigNürnberg | Köln                                                                            |
| FrankfurtKölnHannoverLeipzigNürnberg                            | FrankfurtKölnHannoverLeipzigNürnberg | Sân vận động RheinEnergie (Sân vận động Giải vô địch bóng đá thế giới, Cologne) |
| FrankfurtKölnHannoverLeipzigNürnberg                            | FrankfurtKölnHannoverLeipzigNürnberg | Sức chứa: 46.120                                                                |
| FrankfurtKölnHannoverLeipzigNürnberg                            | FrankfurtKölnHannoverLeipzigNürnberg |                                                                                 |
| Hannover                                                        | Leipzig                              | Nürnberg                                                                        |
| AWD-Arena (Sân vận động Giải vô địch bóng đá thế giới, Hanover) | Sân vận động Trung tâm               | Sân vận động Franken                                                            |
| Sức chứa: 44.652                                                | Sức chứa: 44.200                     | Sức chứa: 41.926                                                                |
|                                                                 |                                      |                                                                                 |

Ban đầu, Sân vận động Fritz Walter của Kaiserslautern cũng được dự định làm một địa điểm. Tuy nhiên, vào ngày 27 tháng 5 năm 2004, chính quyền thành phố đã rút khỏi quá trình đấu thầu, trích dẫn thêm các chi phí để hoàn thành sân vận động về thời gian là lý do cho việc thu hồi.
Cả năm địa điểm đã được tái sử dụng cho Giải vô địch bóng đá thế giới 2006.

## Quả bóng trận đấu
Quả bóng trận đấu chính thức cho Cúp Liên đoàn các châu lục 2005 là Adidas Pelias 2.

## Trọng tài trận đấu
| Liên đoàn | Trọng tài                   | Các trợ lý trọng tài                                             |
| --------- | --------------------------- | ---------------------------------------------------------------- |
| AFC       | Shamsul Maidin (Singapore)  | Prachya Permpanich (Thái Lan) Bengech Allaberdyev (Turkmenistan) |
| CAF       | Mourad Daami (Tunisia)      | Taoufik Adjengui (Tunisia) Ali Tomusange (Uganda)                |
| CONCACAF  | Peter Prendergast (Jamaica) | Anthony Garwood (Jamaica) Joseph Taylor (Trinidad và Tobago)     |
| CONMEBOL  | Carlos Chandía (Chile)      | Cristian Julio (Chile) Mario Vargas (Chile)                      |
| CONMEBOL  | Carlos Amarilla (Paraguay)  | Amelio Andino (Paraguay) Manuel Bernal (Paraguay)                |
| OFC       | Matthew Breeze (Úc)         | Matthew Cream (Úc) Jim Ouliaris (Úc)                             |
| UEFA      | Herbert Fandel (Đức)        | Carsten Kadach (Đức) Volker Wezel (Đức)                          |
| UEFA      | Roberto Rosetti (Ý)         | Alessandro Griselli (Ý) Cristiano Copelli (Ý)                    |
| UEFA      | Ľuboš Micheľ (Slovakia)     | Roman Slyško (Slovakia) Martin Balko (Slovakia)                  |

## Vòng bảng

### Bảng A
| Đội       | Tr | T | H | B | BT | BB | HS | Đ |
| --------- | -- | - | - | - | -- | -- | -- | - |
| Đức       | 3  | 2 | 1 | 0 | 9  | 5  | +4 | 7 |
| Argentina | 3  | 2 | 1 | 0 | 8  | 5  | +3 | 7 |
| Tunisia   | 3  | 1 | 0 | 2 | 3  | 5  | −2 | 3 |
| Úc        | 3  | 0 | 0 | 3 | 5  | 10 | −5 | 0 |

| 15 tháng 6 năm 2005 |     |           |
| Argentina           | 2–1 | Tunisia   |
| Đức                 | 4–3 | Úc        |
| 18 tháng 6 năm 2005 |     |           |
| Tunisia             | 0–3 | Đức       |
| Úc                  | 2–4 | Argentina |
| 21 tháng 6 năm 2005 |     |           |
| Úc                  | 0–2 | Tunisia   |
| Argentina           | 2–2 | Đức       |

### Bảng B
| Đội      | Tr | T | H | B | BT | BB | HS | Đ |
| -------- | -- | - | - | - | -- | -- | -- | - |
| México   | 3  | 2 | 1 | 0 | 3  | 1  | +2 | 7 |
| Brasil   | 3  | 1 | 1 | 1 | 5  | 3  | +2 | 4 |
| Nhật Bản | 3  | 1 | 1 | 1 | 4  | 4  | 0  | 4 |
| Hy Lạp   | 3  | 0 | 1 | 2 | 0  | 4  | −4 | 1 |

| 16 tháng 6 năm 2005 |     |          |
| Nhật Bản            | 1–2 | México   |
| Brasil              | 3–0 | Hy Lạp   |
| 19 tháng 6 năm 2005 |     |          |
| Hy Lạp              | 0–1 | Nhật Bản |
| México              | 1–0 | Brasil   |
| 22 tháng 6 năm 2005 |     |          |
| Hy Lạp              | 0–0 | México   |
| Nhật Bản            | 2–2 | Brasil   |

## Vòng đấu loại trực tiếp
|  | Bán kết                | Bán kết   |                        |       | Chung kết | Chung kết |
|  |                        |           |                        |       |           |           |
|  | 25 tháng 6 – Nuremberg |           |                        |       |           |           |
|  |                        |           |                        |       |           |           |
|  | Đức                    | 2         |                        |       |           |           |
|  | Đức                    | 2         | 29 tháng 6 – Frankfurt |       |           |           |
|  | Brasil                 | 3         |                        |       |           |           |
|  | Brasil                 | 3         | Brasil                 | 4     |           |           |
|  | 26 tháng 6 – Hanover   |           | Brasil                 | 4     |           |           |
|  |                        | Argentina | 1                      |       |           |           |
|  | México                 | Argentina | 1                      | 1 (5) |           |           |
|  | México                 |           |                        | 1 (5) |           |           |
|  | Argentina (p)          | 1 (6)     |                        |       |           |           |
|  | Argentina (p)          | 1 (6)     | Tranh hạng ba          |       |           |           |
|  |                        |           |                        |       |           |           |
|  | 29 tháng 6 – Leipzig   |           |                        |       |           |           |
|  |                        |           |                        |       |           |           |
|  | Đức (h.p.)             | 4         |                        |       |           |           |
|  | Đức (h.p.)             | 4         |                        |       |           |           |
|  | México                 | 3         |                        |       |           |           |

### Bán kết
| Đức                                  | 2–3      | Brasil                                    |
| ------------------------------------ | -------- | ----------------------------------------- |
| Podolski 23' · Ballack 45+3' (ph.đ.) | Chi tiết | Adriano 21', 76' · Ronaldinho 43' (ph.đ.) |

| México                                               | 1–1 (s.h.p.) | Argentina                                                   |
| ---------------------------------------------------- | ------------ | ----------------------------------------------------------- |
| Salcido 104'                                         | Chi tiết     | Figueroa 110'                                               |
| Loạt sút luân lưu                                    |              |                                                             |
| Pérez · Pardo · Borgetti · Salcido · Pineda · Osorio | 5–6          | Riquelme · Rodríguez · Aimar · Galletti · Sorín · Cambiasso |

### Play-off tranh hạng ba
| Đức                                                        | 4–3 (s.h.p.) | México                          |
| ---------------------------------------------------------- | ------------ | ------------------------------- |
| Podolski 37' · Schweinsteiger 41' · Huth 79' · Ballack 97' | Chi tiết     | Fonseca 40' · Borgetti 58', 85' |

### Chung kết
| Brasil                                       | 4–1      | Argentina |
| -------------------------------------------- | -------- | --------- |
| Adriano 11', 63' · Kaká 16' · Ronaldinho 47' | Chi tiết | Aimar 65' |

## Giải thưởng
| Quả bóng vàng            | Chiếc giày vàng |
| ------------------------ | --------------- |
| Adriano                  | Adriano         |
| Quả bóng bạc             | Chiếc giày bạc  |
| Riquelme                 | Michael Ballack |
| Quả bóng đồng            | Chiếc giày đồng |
| Ronaldinho               | John Aloisi     |
| Đội đoạt giải phong cách |                 |
| Hy Lạp                   |                 |

Nguồn: FIFA

## Cầu thủ ghi bàn
Adriano đã nhận được giải thưởng Chiếc giày vàng cho ghi điểm 5 bàn thắng. Tổng cộng, 56 bàn thắng đã được ghi bàn bởi 29 cầu thủ khác nhau, với không có được tạo ra là bàn phản lưới nhà.
5 bàn
- Adriano

4 bàn
- Luciano Figueroa
- John Aloisi
- Michael Ballack

3 bàn
- Juan Román Riquelme
- Ronaldinho
- Lukas Podolski
- Jared Borgetti

2 bàn
| - Robinho - Kevin Kurányi | - Bastian Schweinsteiger - Oguro Masashi | - Francisco Fonseca - Francileudo Santos |

1 bàn
| - Pablo Aimar - Esteban Cambiasso - Javier Saviola - Josip Skoko - Kaká | - Juninho - Gerald Asamoah - Mike Hanke - Robert Huth - Per Mertesacker | - Nakamura Shunsuke - Yanagisawa Atsushi - Carlos Salcido - Sinha - Haykel Guemamdia |